# Vampire: The Masquerade – Redemption
Vampire: The Masquerade Redemption — рольова відеогра з видом від третьої особи 2000 року, заснована на популярному сеттінгу для настільної рольової гри Vampire: The Masquerade.
Сюжет
Головний герой — Крістоф Ромуальд, воює в складі війська хрестоносців у Східній Європі. В одному з боїв діставши поранення опиняється в празькому монастирі під наглядом черниць. Там він зустрічає Анезку, яка піклується про нього. І між ними зразу виникають почуття. Та в Празі все не так просто: лихі чудовиська ночі роблять зло після заходу сонця. Невдоволений тим, що між Анезкою і Крістофом проскочила іскра, архієпископ Геза відправляє Крістофа зачистити копальні руди, які захопили монстри. Та це буде тільки першою сходинкою в унікальному життєвому шляху відважного хрестоносця.
Персонажі:
- Крістоф Ромуальд — головний протагоніст гри, хрестоносець.

- Анезка — черниця, кохана Крістофа.

- Вілгельм — друг Крістофа, бойовий побратим з клану Бруха.

- Серена — кападокійка, яка була подарована Крістофу за чари по створенню голема. Вірно служить новому господарю Крістофу.

- Ерік — Гангрел, якого взяли в полон клан Тремер. За те, що Крістоф його звільнив, примикає до його команди.